# Emirates (companhia aérea)
A Emirates (em árabe: طَيَران الإمارات Ṭayarān Al-Imārāt) é a principal companhia aérea dos Emirados Árabes Unidos. Tendo como base o Aeroporto Internacional de Dubai, mais de 1500 voos da Emirates saem de Dubai a cada semana, rumo aos seis continentes.
A Emirates é uma das 10 principais companhias aéreas em todo o mundo em termos de receitas, passageiros transportados e quilómetros percorridos, e tornou-se a maior companhia aérea no Médio Oriente em termos de receitas, dimensão da frota e passageiros transportados.
A Emirates foi a segunda companhia aérea a operar o Airbus A380, com seu primeiro voo realizado no dia 1 de agosto de 2008 entre Dubai e Nova Iorque-JFK em 13h48min.
No ranking Skytrax de 2013 aparece como melhor companhia aérea do ano, desbancando a Qatar Airways, que pulou de primeiro para o segundo lugar. É a terceira vez em quatorze anos que a companhia ganha o prêmio em primeiro lugar.

## História

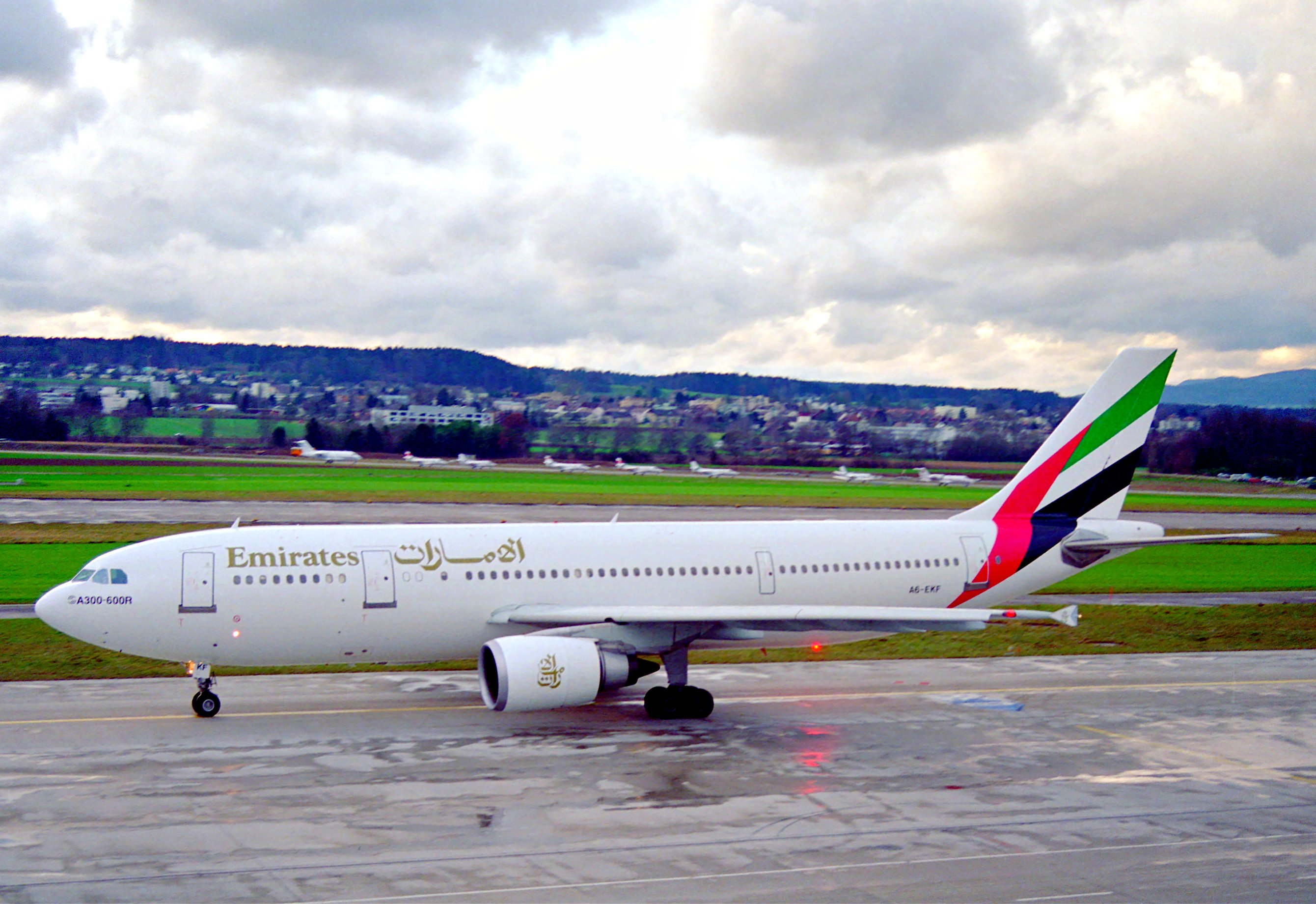
Antigo Airbus A300 da antiga frota da Emirates em Dezembro de 1995

Foi fundada em março de 1985. Começou suas operações com duas aeronaves em tratado de leasing com a Pakistan International Airlines, sendo um Airbus 300B4-200 e um Boeing 737-300. Logo, o governo dos Emirados Árabes Unidos adquiriu 2 Boeing 727-200 Advanced. Estas 4 aeronaves foram usadas até a chegada de novos Airbus A300 e Airbus A310. O primeiro voo da empresa foi o EK600, de Dubai a Karachi em 25 de Outubro de 1985. O primeiro destino europeu foi para Londres (Gatwick) em julho de 1987. No dia 1 de agosto de 2008 a Emirates realizou seu primeiro voo com o super-jumbo Airbus A380 entre Dubai e Nova Iorque-JFK.

## No Brasil
Em 1 de outubro de 2007 a companhia começou a voar para São Paulo com o Boeing 777-200LR. Com o sucesso do voo para São Paulo, a Emirates anunciou em abril de 2011, voos para o Rio de Janeiro. O voo inaugural aconteceu dia 3 de janeiro de 2012 com o Boeing 777-300ER.  Atualmente, ainda opera  com essa aeronave com uma extensão no trecho, fazendo a rota Dubai-Rio de Janeiro-Buenos Aires.
No dia 14 de novembro de 2015, para comemorar o 8º ano de operações no Brasil, a Emirates fez um voo especial EK-261/EK-262 DXB (Dubai) x GRU (Guarulhos) com o seu maior avião, o A380 sob o registro A6-EON, tendo ao seu comando um brasileiro de 33 anos, o Comandante Pablo Tees Leite que é um dos mais jovens pilotos de A380 no mundo.
Em 26 de março de 2017, a Emirates Airlines, fez o primeiro voo comercial regular com um  Airbus A380 para o Brasil, na rota Dubai - São Paulo, no Aeroporto Internacional de São Paulo - Guarulhos. Uma multidão aguardava a chegada do Airbus, que pousou em Guarulhos por volta das 17:30 de um Domingo. O Brasil foi o primeiro país da América do Sul à receber o Airbus A380 em um voo comercial regular.
No dia 05 de Julho de 2018 a Emirates inaugurou mais um trecho ligando o Brasil. A rota Dubai-Santiago do Chile via São Paulo, operada pelo Boeing 777-200LR. 
Em temporadas de grande demanda a empresa utiliza o Boeing 777-300ER para suprir os passageiros nessa rota.

## Em Portugal
A Emirates voa para Portugal desde 2012 e atualmente oferece dois voos diários entre o Dubai e Lisboa e quatro voos semanais entre Dubai e Porto. Estas rotas são operadas pelos Boeing 777. A Emirates também recruta tripulantes em Portugal sendo que em 2013 eram já 500 funcionários portugueses.

## Frota
| Aeronave         | Quantidade | Pedidos | Nota                                                            |
| ---------------- | ---------- | ------- | --------------------------------------------------------------- |
| Airbus A350-900  | -          | 65      | Pedidos á Airbus no Dubai Air Show para maio de 2023            |
| Airbus A380      | 121        | -       |                                                                 |
| Boeing 777-200LR | 21         | -       |                                                                 |
| Boeing 777-300ER | 132        | -       |                                                                 |
| Boeing 777X-9    | -          | 125     | Substituirão no futuro os A380s e parte da frota atual de 777s. |
| Boeing 787-9     | -          | 30      | Substituição de encomenda para os Airbus A330neo                |
| Total            | 266        | 220     |                                                                 |

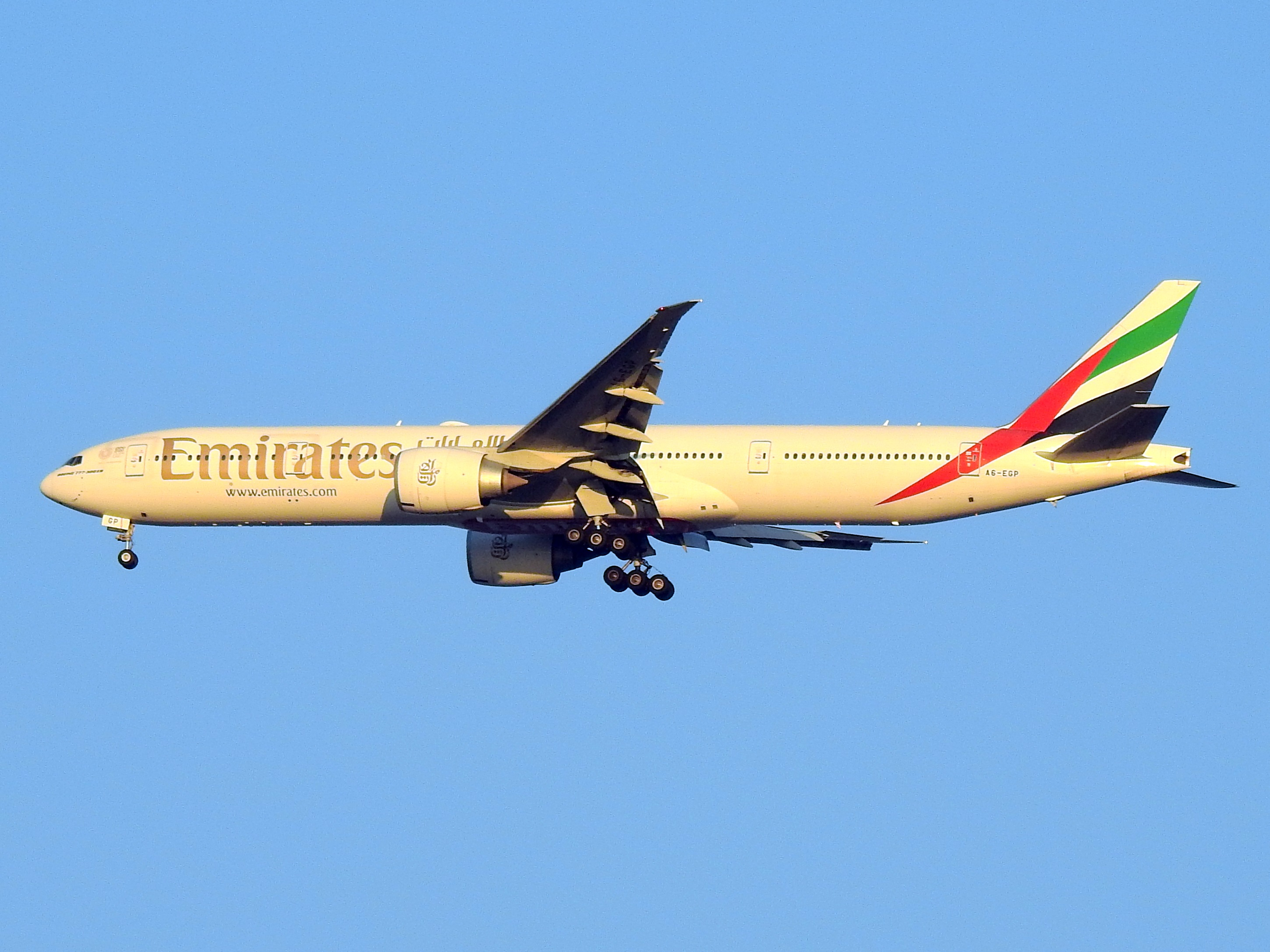
Boeing 777-300ER da Emirates em Abril de 2019

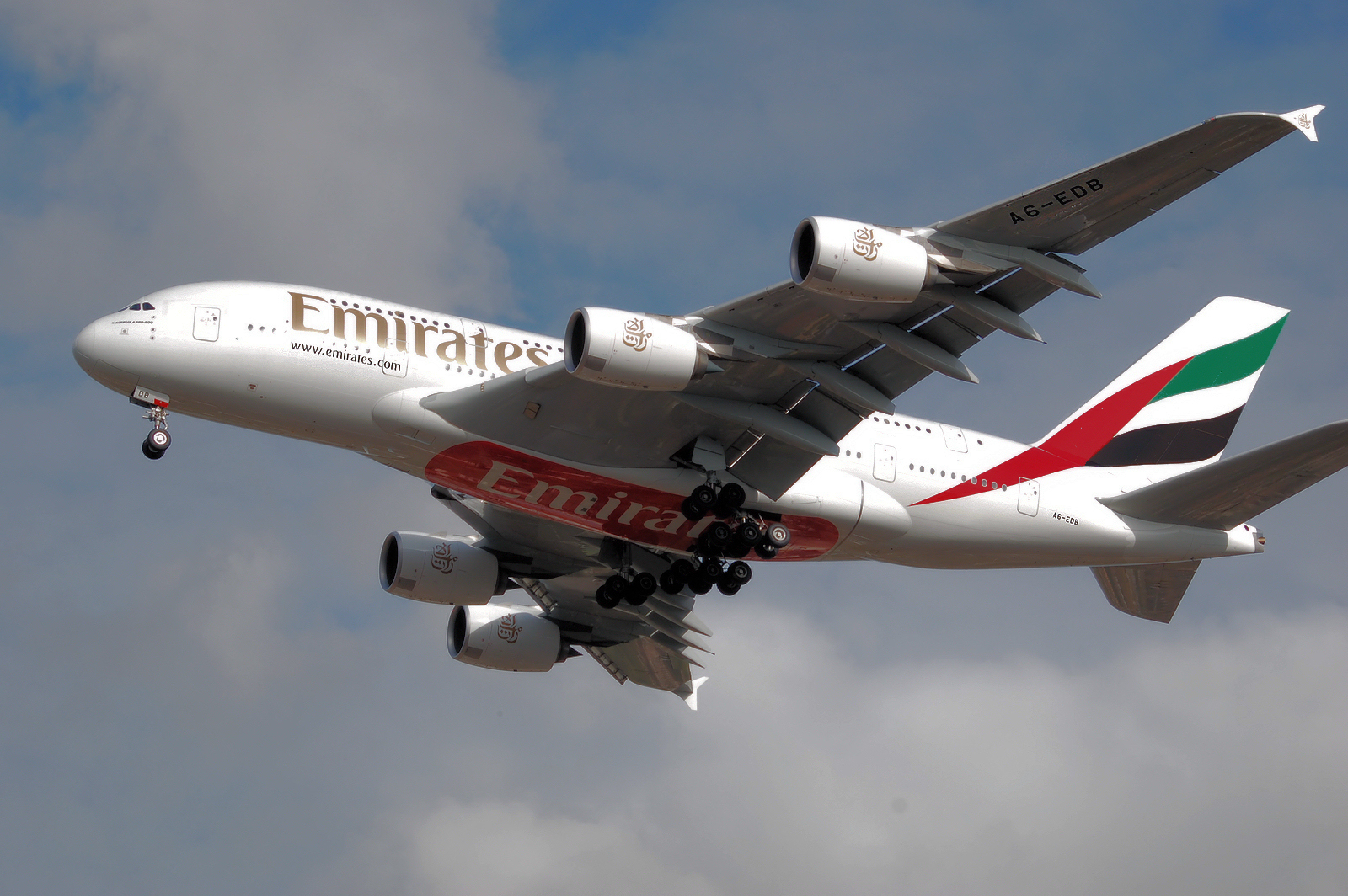
Airbus A380 fazendo aproximação á pista do aeroporto de Heathrow em Londres.

- A Emirates é a companhia aérea com mais Airbus A380 em operação em todo o mundo, com uma frota de 115 aeronaves desse modelo.
- Também é a maior operadora de Boeing 777 do mundo, totalizando 142 aeronaves, 10 da versão -200LR e 132 da versão -300ER.
- Atualmente é a companhia com a maior encomenda para as novas aeronaves 777X.

## Divisões

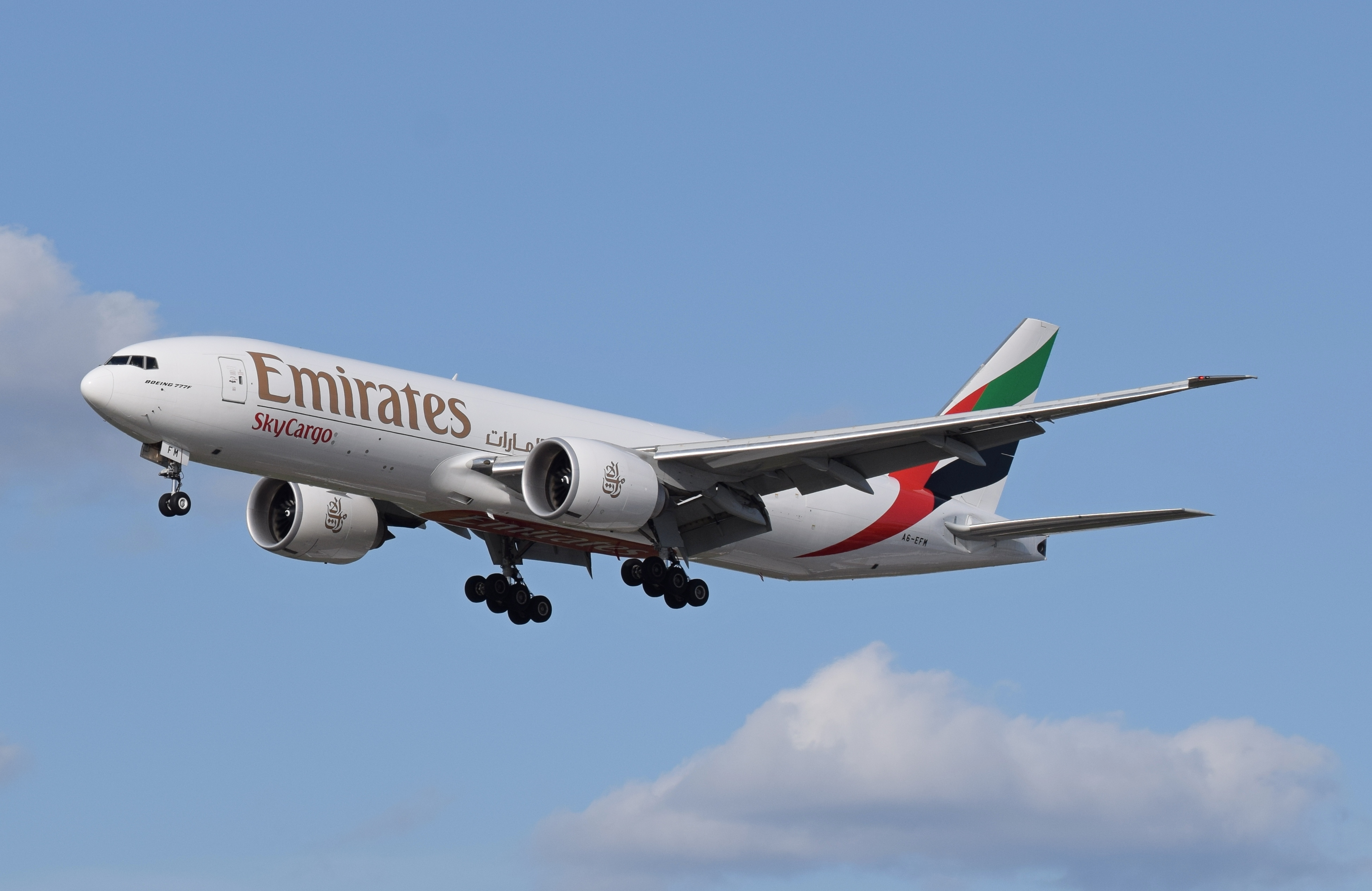
Emirates Boeing 777F

### Emirates Executive
A "Emirates Executive" foi criada em julho de 2013 para realizar voos charters. A empresa opera com um Airbus A319 Business Jet, com capacidade para 19 pessoas, possuindo várias suítes privadas, uma sala de estar, sala de jantar e banheiros com chuveiros.

### Emirates SkyCargo
Emirates SkyCargo é a divisão de carga aérea da Emirates. Iniciou suas operações em outubro de 1985 e lançou seus serviços em aeronaves próprias em 2001 com um Boeing 747. Atualmente serve 10 destinos exclusivos de carga, além de outros em comum com a rede Emirates.

## Acidentes e incidentes
- No dia 3 de Agosto de 2016, um Boeing 777-300 matricula A6-EMW da companhia pegou fogo após pousar com o trem de pouso recolhido ao tentar arremeter no Aeroporto Internacional de Dubai às 12h45, hora local.[20] Todos os 282 passageiros e 18 tripulantes a bordo sobreviveram.[21] No entanto, um bombeiro morreu enquanto lutava contra o incêndio. Foi constatada perda total da aeronave.[21]